# Níquel Urushibara
El catalizador de Urushibara nickel es un catalizador para hidrogenación basado en Níquel, descubierto por Yoshiyuki Urushibara. en 1951, mientras investigaba la reducción de estrona a estradiol.

## Preparación
Es preparado haciendo reaccionar una solución de sal de níquel con zinc.  Este precipitado contiene grandes cantidades de zinc y óxido de zinc.  Seguidamente el catalizador es activado con ácido o base por un proceso de digestión.  Hay varios tipos de catalizadores de Urushibara Níquel. Los más comunes son  U-Ni-A and U-Ni-B. U-Ni-A se prepara por digestión del precipitado de níquel con ácido como ácido acético 
Tras la digestión con ácido la mayor parte del zinc y óxido de zinc se ha disuelto, mientras que tras la digestión con base el catalizador todavía contiene cantidades considerables de zinc y óxido de zinc.  También es posible la precipitación con aluminio o magnesio.
{\displaystyle \mathrm {2\ FeCl_{3}(aq)+3\ Zn(s)\longrightarrow 2\ Fe(s)+3\ ZnCl_{2}(aq)} }
{\displaystyle \mathrm {CoCl_{2}(aq)+Zn(s)\longrightarrow Co(s)+ZnCl_{2}(aq)} }

## Propiedades
Su actividad catalítica es similar a la de níquel Raney, tanto en la naturaleza de la reacción catalizada como en la velocidad de catálisis. Como ventaja del catalizador de Urushibara Níquel cabe destacar su facilidad de preparación.
Puede ser almacenado durante un largo periodo de tiempo sin afectar a su actividad.
A diferencia del catalizador de níquel Raney no es inflamable en contacto con el aire.
Como desventaja se destaca que para ciertas reducciones muestra menos actividad que níquel Raney